# Rodolfo Pio
Rodolfo Pio (Carpi, 22 febbraio 1500 – Roma, 2 maggio 1564) è stato un cardinale e arcivescovo cattolico italiano.

## Biografia
Figlio di Lionello II Pio di Savoia, signore di Meldola e Sarsina (ed erede della famiglia spogliata nel 1525 della contea di Carpi per fellonia nei confronti dell'imperatore Carlo V), e della di lui prima consorte Maria Martinengo, fu eletto vescovo di Faenza il 13 novembre 1528. Fu nunzio apostolico in Francia nel 1530 ed ebbe incarichi diplomatici fino al 1535, anno in cui trattò la pace tra Francesco I e Carlo V.
Papa Paolo III lo elevò al rango di cardinale nel concistoro del 22 dicembre 1536. Il 23 luglio 1537 ricevette il titolo di Santa Pudenziana. Il 28 novembre dello stesso anno optò per il titolo di Santa Prisca. Fu cardinale protettore del regno di Scozia, dell'Ordine dei Frati Minori Cappuccini e della Compagnia di Gesù. Il 24 settembre 1543 optò per il titolo di San Clemente. Il 17 ottobre 1544 optò per il titolo di Santa Maria in Trastevere.
Il 23 aprile 1544 fu nominato abate commendatario del monastero florense di Santa Maria di Altilia; il 30 agosto 1544 fu nominato da Giulio III commendatore del monastero florense di San Giovanni in Fiore, una carica che detenne fino alla morte, sebbene si riservò le rendite facendo gestire la commenda ad altri (Salvator Rota dal 1544-1548; Alfonso Rota dal 1550 al 1552; Ferdinando Rota dal 1552 al 1564, chierici napoletani appartenenti alla stessa famiglia di Berardino Rota, che fece da procuratore).

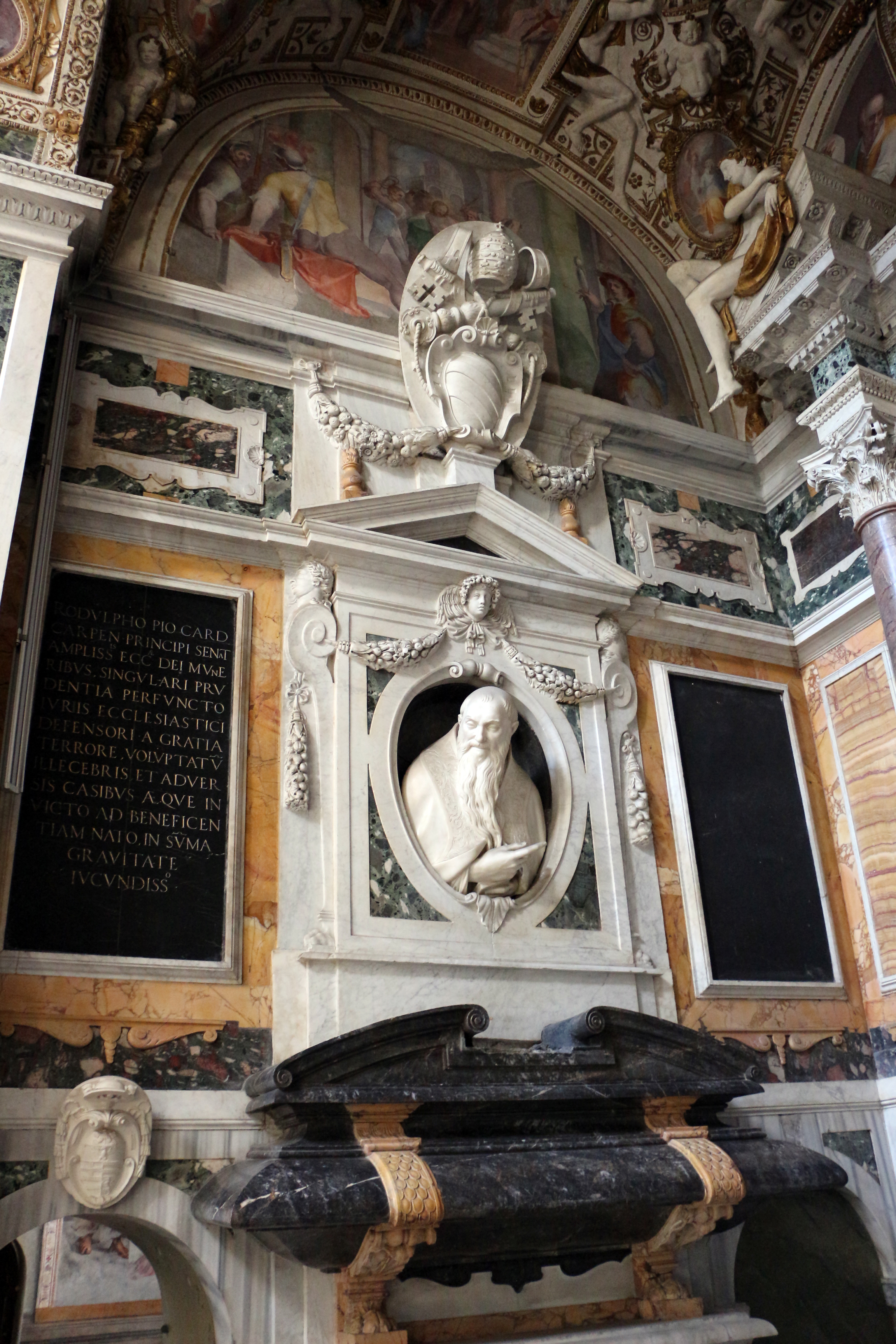
Monumento funebre del cardinal Rodolfo Pio, (Chiesa della Trinità dei Monti, Roma).

Il 10 novembre 1544 rinunciò alla diocesi di Faenza e fu nominato amministratore apostolico della diocesi di Agrigento: mantenne quest'incarico fino alla morte.
In seguito fu nominato dall'imperatore amministratore apostolico dell'arcidiocesi di Salerno, fino alla morte.
Il 29 novembre 1553 divenne cardinale vescovo di Albano. L'11 dicembre dello stesso anno optò per la sede suburbicaria di Frascati. Il 29 maggio 1555 optò per la sede suburbicaria di Porto e Santa Rufina. Infine, il 18 maggio 1562 optò per le sedi suburbicarie di Ostia e di Velletri, proprie del decano del Sacro Collegio.
Le cronache del tempo lo descrivono come un riformatore e un capace amministratore diocesano, amante delle arti e mecenate. Protesse artisti senza fare differenze di credo religioso, fu un collezionista di statue, libri, codici e medaglie.
Morì il 2 maggio 1564 all'età di 64 anni e fu sepolto alla chiesa della Santissima Trinità al Monte Pincio.
A lui è intitolato il Museo diocesano di Carpi, aperto nel 2008.

## Genealogia episcopale e successione apostolica
La genealogia episcopale è:
- Vescovo Andrea Novelli
- Cardinale Giovanni Stefano Ferrero
- Cardinale Bonifacio Ferrero
- Cardinale Rodolfo Pio

La successione apostolica è:
- Vescovo Gerolamo Borgia (1544)
- Vescovo Leone Orsini (1545)
- Vescovo Teodoro Pio (1545)
- Cardinale Bartolomeo Guidiccioni (1546)

## Ascendenza
|                                               |                                              |                                                         | Genitori                                         |  |  | Nonni |  |  | Bisnonni                                   |  |  | Trisnonni                       |  |
|                                               |                                              |                                                         |                                                  |  |  |       |  |  | Alberto II Pio di Savoia, signore di Carpi |  |  | Marco I Pio, V signore di Carpi |  |
|                                               |                                              |                                                         |                                                  |  |  |       |  |  | Alberto II Pio di Savoia, signore di Carpi |  |  | Marco I Pio, V signore di Carpi |  |
|                                               |                                              | Taddea de' Roberti                                      |                                                  |  |  |       |  |  | Alberto II Pio di Savoia, signore di Carpi |  |  |                                 |  |
| Lionello I Pio di Savoia, signore di Carpi    |                                              |                                                         |                                                  |  |  |       |  |  | Alberto II Pio di Savoia, signore di Carpi |  |  |                                 |  |
|                                               |                                              | Agnese del Carretto                                     | Galeotto I del Carretto, VIII marchese di Finale |  |  |       |  |  |                                            |  |  |                                 |  |
|                                               |                                              | Agnese del Carretto                                     | Galeotto I del Carretto, VIII marchese di Finale |  |  |       |  |  |                                            |  |  |                                 |  |
|                                               |                                              | Agnese del Carretto                                     | Vannina Adorno                                   |  |  |       |  |  |                                            |  |  |                                 |  |
| Lionello II Pio di Savoia, signore di Meldola |                                              | Agnese del Carretto                                     |                                                  |  |  |       |  |  |                                            |  |  |                                 |  |
|                                               |                                              | Gianfrancesco I Pico, conte di Concordia                | Giovanni I Pico, conte di Concordia              |  |  |       |  |  |                                            |  |  |                                 |  |
|                                               |                                              | Gianfrancesco I Pico, conte di Concordia                | Giovanni I Pico, conte di Concordia              |  |  |       |  |  |                                            |  |  |                                 |  |
|                                               |                                              | Gianfrancesco I Pico, conte di Concordia                | Caterina Bevilacqua                              |  |  |       |  |  |                                            |  |  |                                 |  |
| Caterina Pico                                 |                                              | Gianfrancesco I Pico, conte di Concordia                |                                                  |  |  |       |  |  |                                            |  |  |                                 |  |
|                                               |                                              | Giulia Boiardo                                          | Feltrino Boiardo, conte di Scandiano             |  |  |       |  |  |                                            |  |  |                                 |  |
|                                               |                                              | Giulia Boiardo                                          | Feltrino Boiardo, conte di Scandiano             |  |  |       |  |  |                                            |  |  |                                 |  |
|                                               |                                              | Giulia Boiardo                                          | Guiduccia da Correggio                           |  |  |       |  |  |                                            |  |  |                                 |  |
| Rodolfo Pio di Savoia                         |                                              | Giulia Boiardo                                          |                                                  |  |  |       |  |  |                                            |  |  |                                 |  |
|                                               | Antonio Martinengo, signore di Urago d'Oglio | Giovanni Francesco Martinengo, signore di Urago d'Oglio |                                                  |  |  |       |  |  |                                            |  |  |                                 |  |
|                                               | Antonio Martinengo, signore di Urago d'Oglio | Giovanni Francesco Martinengo, signore di Urago d'Oglio |                                                  |  |  |       |  |  |                                            |  |  |                                 |  |
|                                               | Antonio Martinengo, signore di Urago d'Oglio | …                                                       |                                                  |  |  |       |  |  |                                            |  |  |                                 |  |
| Bernardino Martinengo                         | Antonio Martinengo, signore di Urago d'Oglio |                                                         |                                                  |  |  |       |  |  |                                            |  |  |                                 |  |
|                                               |                                              | Lelia Quirini                                           | …                                                |  |  |       |  |  |                                            |  |  |                                 |  |
|                                               |                                              | Lelia Quirini                                           | …                                                |  |  |       |  |  |                                            |  |  |                                 |  |
|                                               |                                              | Lelia Quirini                                           | …                                                |  |  |       |  |  |                                            |  |  |                                 |  |
| Maria Martinengo                              |                                              | Lelia Quirini                                           |                                                  |  |  |       |  |  |                                            |  |  |                                 |  |
|                                               |                                              | Carlo Collalto                                          | …                                                |  |  |       |  |  |                                            |  |  |                                 |  |
|                                               |                                              | Carlo Collalto                                          | …                                                |  |  |       |  |  |                                            |  |  |                                 |  |
|                                               |                                              | Carlo Collalto                                          | …                                                |  |  |       |  |  |                                            |  |  |                                 |  |
| Rizzarda Collalto                             |                                              | Carlo Collalto                                          |                                                  |  |  |       |  |  |                                            |  |  |                                 |  |
|                                               |                                              | …                                                       | …                                                |  |  |       |  |  |                                            |  |  |                                 |  |
|                                               |                                              | …                                                       | …                                                |  |  |       |  |  |                                            |  |  |                                 |  |
|                                               |                                              | …                                                       | …                                                |  |  |       |  |  |                                            |  |  |                                 |  |
|                                               |                                              | …                                                       |                                                  |  |  |       |  |  |                                            |  |  |                                 |  |